# Mistrzostwa Świata IFSA Strongman 2007
Mistrzostwa Świata IFSA Strongman 2007 – doroczne, indywidualne zawody siłaczy federacji IFSA.
Miejsce: Geumsan (prowincja Ch'ungch'ŏng Południowy)  Korea Południowa

## Kwalifikacje
Data: 11, 12 września 2007 r.

WYNIKI KWALIFIKACJI:
Do finału kwalifikuje się dwóch najlepszych zawodników z każdej grupy.
Grupa 1
| Miejsce | Zawodnik           | Kraj    | Punkty |
| ------- | ------------------ | ------- | ------ |
| 1.      | Michaił Koklajew   | Rosja   | 19     |
| 2.      | Vidas Blekaitis    | Litwa   | 16     |
| 3.      | Agris Kazeļņiks    | Łotwa   | 8      |
| 4.      | Wołodymyr Murawlow | Ukraina | 7      |

Grupa 2
| Miejsce | Zawodnik         | Kraj              | Punkty |
| ------- | ---------------- | ----------------- | ------ |
| 1.      | Derek Poundstone | Stany Zjednoczone | 16     |
| 2.      | Jarno Hams       | Holandia          | 13     |
| 3.      | Georg Ögmundsson | Islandia          | 10     |
| 4.      | Michael Holding  | Wielka Brytania   | 10     |

Grupa 3
| Miejsce | Zawodnik        | Kraj              | Punkty |
| ------- | --------------- | ----------------- | ------ |
| 1.      | Andrus Murumets | Estonia           | 14     |
| 2.      | Van Hatfield    | Stany Zjednoczone | 14     |
| 3.      | Nick Best       | Stany Zjednoczone | 13     |
| 4.      | Matt Wanat      | Stany Zjednoczone | 8      |

Grupa 4
| Miejsce | Zawodnik        | Kraj              | Punkty |
| ------- | --------------- | ----------------- | ------ |
| 1.      | Tom McClure     | Stany Zjednoczone | 15     |
| 2.      | Wasyl Wirastiuk | Ukraina           | 15     |
| 3.      | Igor Pedan      | Rosja             | 15     |
| 4.      | Suck Young      | Korea Południowa  | 1      |

Grupa 5
| Miejsce | Zawodnik          | Kraj              | Punkty |
| ------- | ----------------- | ----------------- | ------ |
| 1.      | Ervin Katona      | Serbia            | 16     |
| 2.      | Žydrūnas Savickas | Litwa             | 15     |
| 3.      | Ettiene Smit      | Południowa Afryka | 12     |
| 4.      | Hoygeun Min       | Korea Południowa  | 4      |

Grupa 6
| Miejsce | Zawodnik           | Kraj              | Punkty |
| ------- | ------------------ | ----------------- | ------ |
| 1.      | Saulius Brusokas   | Litwa             | 16     |
| 2.      | Robert Szczepański | Polska            | 15     |
| 3.      | Travis Ortmayer    | Stany Zjednoczone | 14     |
| 4.      | Bumsoo Han         | Korea Południowa  | 2      |

## Finał
Data: 14, 15 września 2007 r.
FINAŁ – WYNIKI SZCZEGÓŁOWE:
| Miejsce | Zawodnik           | Kraj              | Punkty |
| ------- | ------------------ | ----------------- | ------ |
| 1.      | Wasyl Wirastiuk    | Ukraina           | 57,5   |
| 2.      | Michaił Koklajew   | Rosja             | 52,5   |
| 3.      | Žydrūnas Savickas  | Litwa             | 51,5   |
| 4.      | Derek Poundstone   | Stany Zjednoczone | 50,5   |
| 5.      | Andrus Murumets    | Estonia           | 46,5   |
| 6.      | Vidas Blekaitis    | Litwa             | 41,5   |
| 7.      | Robert Szczepański | Polska            | 40     |
| 8.      | Van Hatfield       | Stany Zjednoczone | 32,5   |
| 9.      | Saulius Brusokas   | Litwa             | 29,5   |
| 10.     | Tom McClure        | Stany Zjednoczone | 26     |
| 11.     | Ervin Katona       | Serbia            | 20,5   |
| 12.     | Jarno Hams         | Holandia          | 17,5   |

## Nagrody
| Miejsce | Wysokość nagrody |
| ------- | ---------------- |
| 1.      | $ 40 000         |
| 2.      | $ 25 000         |
| 3.      | $ 15 000         |